# Almhögs Vingar IF
Almhögs Vingar IF var en fotbollsförening från Almhög, Malmö. Föreningen bildades 1963.1985 slogs föreningen ihop med Malmö SK till Malmö SK/AV. Klubbens sista säsong spelades 1985 i Division 5 Skåne Sydvästra A.